# Pigramente signora
Pigramente signora è il 29° 45 giri di Patty Pravo, pubblicato nel 1987 dalla Virgin, incluso nell'omonimo album assieme al singolo Contatto.

## Il disco
Il singolo ottenne un discreto successo vendendo tutte le diecimila copie stampate dalla Virgin, che però decise di rescindere il contratto discografico dopo l'accusa di plagio a Sanremo, e pertanto il disco non fu mai più ripubblicato.

### Pigramente signora
È appunto il brano presentato al Festival di Sanremo 1987, che si rivela però subito essere a tutti gli effetti una cover di To the Morning di Dan Fogelberg, cosa che costerà all'artista una pesante accusa di plagio con la conseguente rottura del nuovo contratto discografico da parte della Virgin Records. Ad ogni modo, quella di Patty Pravo resta una pregevolissima interpretazione, fra le sue migliori di sempre, arricchita dal testo italiano di Franca Evangelisti, che della Strambelli seppe tracciare un poetico e suggestivo ritratto.
Mentre durante le esibizioni sanremesi la sovrimpressione televisiva riportava come autori Franca Evangelisti e Mauro Arnaboldi, sul 45 giri Pigramente signora risulta accreditata a Franca Evangelisti e Nicoletta Strambelli: la cantante dovette pertanto pagare i danni a Fogelberg, ed il brano venne poi ufficialmente accreditato a Franca Evangelisti e Dan Fogelberg.
Il brano fu incluso (su licenza Virgin Records) nell'omonimo album Pigramente signora, pubblicato dalla CGD.

### Specchio specchio chissà chi è...
Specchio specchio chissà chi è... è il lato B, non inciso, che doveva contenere uno strato a specchio a sostituzione del vinile; progetto che non venne poi realizzato.
È anche una frase che appartiene al testo del brano inserito nel lato A del 45 giri (Pigramente Signora):

## Tracce
45 Giri edizione italiana
Lato A
1. Pigramente signora - 4:44

Lato B
1. Specchio specchio chissà chi è... 0:00